# Lepidophthirus macrorhini
Lepidophthirus macrorhini är en insektsart som beskrevs av Günther Enderlein 1904. Lepidophthirus macrorhini ingår i släktet Lepidophthirus och familjen sällöss. Inga underarter finns listade i Catalogue of Life.

## Bildgalleri

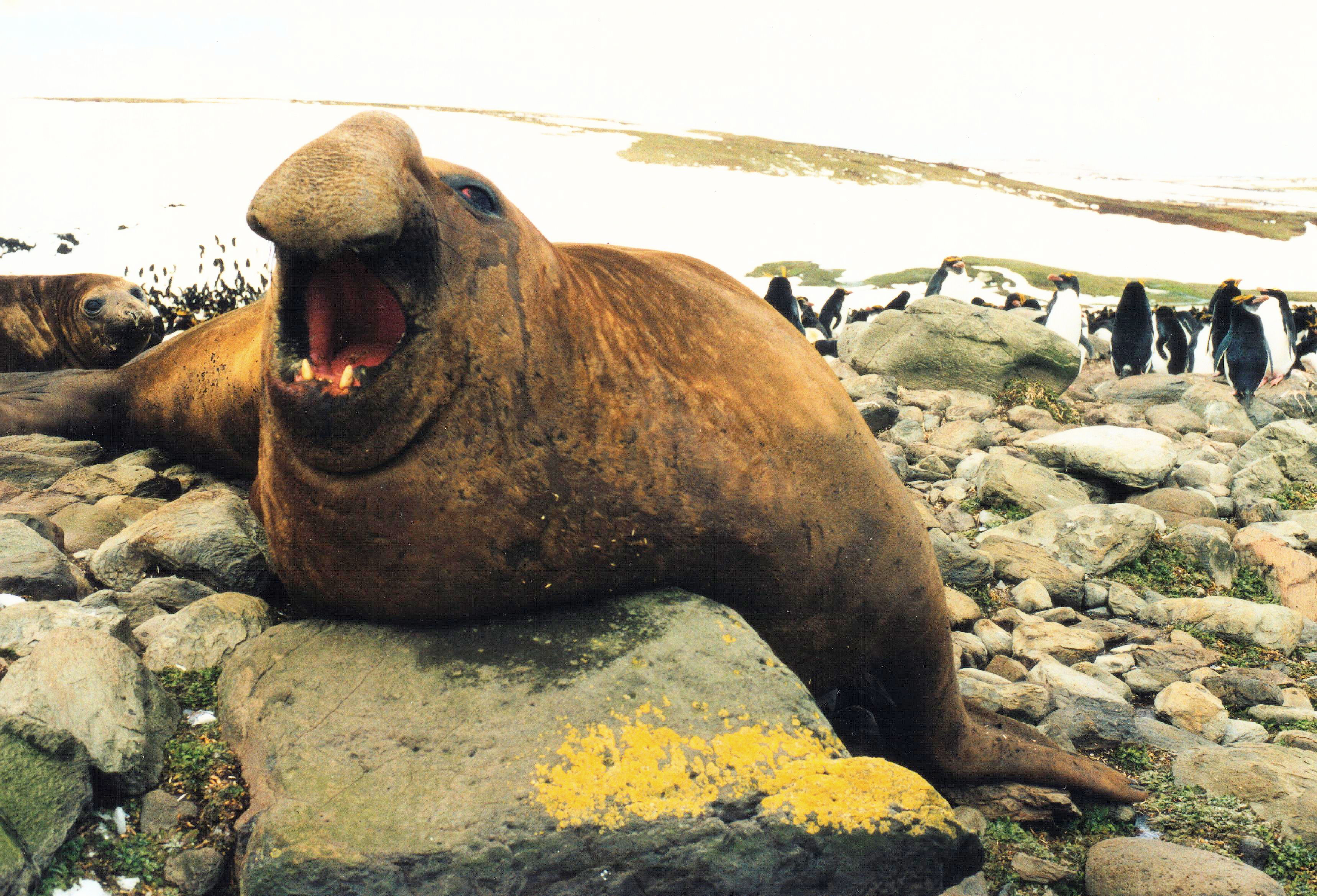